# Németfalu, Zala
Németfalu  este un sat în districtul Zalaegerszeg, județul Zala, Ungaria, având o populație de 188 de locuitori (2011). 

## Demografie
Componența etnică a satului Németfalu
     Maghiari (100%)
Componența confesională a satului Németfalu
     Romano-catolici (82,98%)
     Reformați (5,32%)
     Necunoscută (11,7%)
Conform recensământului din 2011, satul Németfalu avea 188 de locuitori. Din punct de vedere etnic, majoritatea locuitorilor (100,0%) erau maghiari.  Din punct de vedere confesional, majoritatea locuitorilor (82,98%) erau romano-catolici, cu o minoritate de reformați (5,32%). Pentru 11,7% din locuitori nu este cunoscută apartenența confesională.